# رابرت دونات
فریدریش رابرت دونات (انگلیسی: Friedrich Robert Donat؛ زاده ۱۸ مارس ۱۹۰۵ درگذشته ۹ ژوئن ۱۹۵۸) هنرپیشه اهل بریتانیا بود. وی بین سال‌های ۱۹۳۲ تا ۱۹۵۸ میلادی فعالیت می‌کرد.

## جوایز
برای بازی در فیلم خداحافظ، آقای چیپس برنده جوایزی همچون جایزه اسکار بهترین بازیگر نقش اول مرد شده‌است.
همچنین در فیلم ۳۹ پله به کارگردانی آلفرد هیچکاک نقش آفرینی کرد.

## درگذشت
در تاریخ ۹ ژوئن ۱۹۵۸ به دلیل تومور مغزی و مشکلات ناشی از آن در سن ۵۳ سالگی درگذشت.
کنت بارو نویسنده شرح حال زندگی او اعلام کرد تومور مغزی رابرت به حدی بزرگ بوده که اندازه آن را به یک تخم اردک تشبیه کرد.
جسد او سه روز بعد از فوتش سوزانده شد.
ثروت و دارایی او در زمان مرگش ۲۵٫۲۳۶ پوند تخمین زده شد.

## فیلم‌شناسی
- کنت مونت کریستو
- کاملاً غریبه
- ۳۹ پله
- خداحافظ، آقای چیپس
- دژ
- وجه نقد
- زندگی خصوصی هنری هشتم